# 商瞿

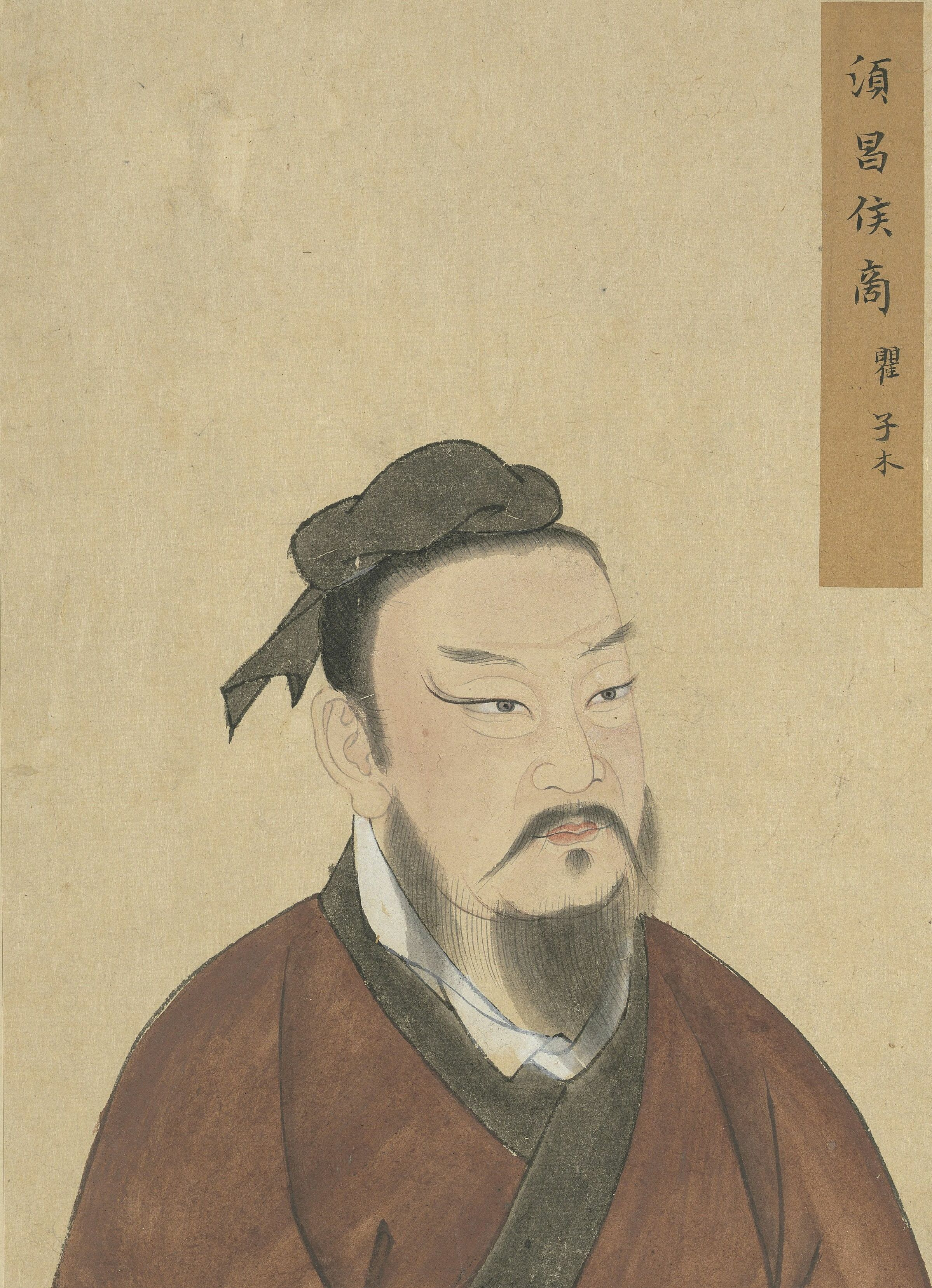
商瞿

商瞿（前522年—？），字子木，孔子七十二弟子之一。
孔子過世後，商瞿喜閱讀易經。商瞿的造诣胜过子夏，是孔门传道者之一。漢書云：「商瞿授東魯橋庇子庸，子庸授江東馯臂子弓，子弓授燕周丑子家，子家授東武孫虞子乘」
有關他的記述不多，史料指他喜愛閱讀《易经》，孔子将《易经》传给了商瞿，商瞿有传史载:楚人子弘和鲁人子庸。从此《易》传于后世儒者，传八代至汉川人杨向。商瞿传给桥庇子庸的一支传承：桥庇子庸→馯臂子弓→周丑子家→孙虞子乘→田何子装→王同子中→杨何。
汉武帝时罢黜百家、独尊儒术，杨向以懂易学而至中大夫，以《易》学入仕者还有即墨成、孟但、周霸、主父偃等。
仲尼弟子傳作「淳于人光羽子乘」，不同也。子乘授田何子裝，是六代孫也。而漢興。田何傳東武人王同子仲，子仲傳菑川人楊何。○索隱案：田何傳東武王同，同傳菑川楊何。何以易，元光元年徵，官至中大夫。齊人即墨成以易至城陽相。廣川人孟但以易為太子門大夫。魯人周霸，莒人衡胡，◇集解徐廣曰：「莒一作『呂』。」臨菑人主父偃，皆以易至二千石。然要言易者本於楊何之家。

## 歷代追封
- 唐开元二十七年（739年）封「蒙伯」
- 宋大中祥符二年（1009年）又封「须昌侯」
- 明嘉靖九年（1530年）被稱為「先賢商子」。

## 参看
- 孔子
- 孔子弟子列表
- 史記卷一百二十一，儒林列傳第六十一
- 西汉经学传承列表